# Ian Gillan
Ian Gillan (nascut a Chiswick, Londres el 19 d'agost de 1945) és un cantant i compositor anglès. És el cantant i lletrista principal del grup de rock Deep Purple i és conegut per la seva veu potent i de gran tessitura.
La seva primera influència fou Elvis Presley, i Gillan va engegar i liderar alguns grups d'abast local a mitjans de la dècada de 1960, i va acabar formant part d'Episode Six quan en va plegar el cantant original. El seu primer èxit comercial va ser quan va entrar a Deep Purple el 1969. Va plegar-ne el juny de 1973, després d'haver avisat amb força temps als mànagers. Va passar un temps breu fora del negoci de la música, i va recuperar la seva carrera musical amb grups propis com Ian Gillan Band i Gillan, fins que va passar un any fent de cantant de Black Sabbath el 1983. L'any següent, Deep Purple es va reunificar, fent amb ells dos àlbums d'èxit nous abans de marxar-ne el 1989. Va tornar al grup el 1993, i des de llavors n'ha estat el cantant principal.
Apart de la seva feina principal, actuant amb Deep Purple i altres grups durant les dècades de 1970 i 1980, va fer de Jesús a la gravació original de l'òpera rock Jesucrist Superstar d'Andrew Lloyd Webber (1970), va formar part del supergrup a benefici d'Armènia Rock Aid Armenia, i s'ha implicat en diferents inversions i empreses, que inclouen un hotel, un fabricant de motos, i estudis de gravació (Kingsway Studios). Recentment, sense deixar Deep Purple, ha fet concerts en solitari, i va formar el supergrup WhoCares amb Tony Iommi (de qui es va fer amic durant la seva curta estada a Black Sabbath), per finançar projectes de reconstrucció a Armènia.

## Primers anys
Gillan va néixer el 19 d'agost de 1945 a la maternitat de Chiswick. El seu pare treballava al magatzem d'una fàbrica de Londres, i era originari de Govan, Glasgow mentre que la seva mare, Audrey, venia d'una família de tradició musical. El seu pare havia cantat òpera i tocava el piano; era la més gran de quatre germans i tots eren aficionats a la música i a cantar. La seva germana, Pauline, va néixer el 1948.
Quan era petit es va haver de traslladar sovint, fins que es van establir en una casa adossada de tres habitacions de Cranford, Middlesex. Quan era petit li agradaven els animals i li agradaven les històries de Dan Dare. Els seus pares es van separar quan la mare va descobrir que Bill havia tingut una altra relació des del temps de la Segona Guerra Mundial. Va estudiar a Hounslow College fins a la adolescència. A casa i al club de joves local escoltava els discos d'Elvis Presley. Va anar durant poc temps a l'Acton County Grammar School per fer la secundària però es va distreure dels estudis després de veure una pel·lícula d'Elvis Presley i decidir que volia ser actor de pel·lícules. Després va trobar feina en una fàbrica de congeladors a Hounslow.

## Carrera musical

### Primers anys
El primer grup de Gillan es deia Garth Rockett and the Moonshiners, ell cantava i tocava la bateria, i el guitarra era Chris Aylmer, que després va treballar amb Bruce Dickinson. El grup feia versions de Tommy Roe i dels The Shadows. Aviat va veure que no podia cantar i tocar la bateria alhora, i es va centrar en fer de cantant. Tocaven sovint al club de joves local. Aviat va canviar a un altre grup que tocava al mateix lloc, Ronnie and the Hightones, que van canviar de nom a the Javelins. Feien versions de Sonny Boy Williamson, Chuck Berry, Jerry Lee Lewis i Little Richard, i van ser dels primers clients de la botiga de Jim Marshall (que després va crear l'empresa d'amplificadors Marshall). The Javelins es van dissoldre el març de 1964, quan el guitarra Gordon Fairminer va plegar per anar al grup que va acabar sent Sweet.
Després dels Javelins, Gillan va entrar en un grup de soul, Wainwright's Gentlemen, on hi tocava un altre futur membre de Sweet, el bateria Mick Tucker. Van gravar algunes cançons, entre elles una versió d'"Ain't That Just Like Me" dels Hollies. Encara que van actuar en alguns locals populars, no van tenir èxit, i l'abril de 1965, va decidir entrar a Episode Six, que eren de Hatch End.

### Episode Six
La mànager d'Episode Six, Gloria Bristow, que treballava per Helmut Gordon (el primer mànager de The Detours, que després serien the Who), es va posar en contacte amb Gillan. Va substituir el cantant original del grup, Andy Ross, que plegava per casar-se. La resta del grup eren la teclista i cantant Sheila Carter, els guitarres Graham Carter i Tony Lander, el baix Roger Glover i el bateria Harvey Shields. Gillan considera que Episode Six va ser el seu primer grup realment professional, i al principi els patrocinava el DJ Tony Blackburn. Més endavant, a més dels concerts al Regne Unit, Episode Six també va fer una gira per Alemanya i van arribar a tocar a Beirut, i de tant en tant sonaven per la ràdio, al BBC Light Programme. Durant la seva època amb Episode Six, Gillan va començar a compondre cançons amb en Glover, formant-hi una companyonia que seria duradora. Després d'una gira conflictiva a Beirut, Shields va deixar el grup i primer va ser substituït per John Kerrison, i després Mick Underwood. Underwood havia tocant abans a The Outlaws amb Ritchie Blackmore, i va ser per ell que Ian va conèixer Deep Purple. Cap a 1969, després de publicar nou senzills, cap dels quals va entrar en llistes al Regne Unit, i considerant que el seu estil de música era massa restrictiu per a ell, va decidir plegar d'Episode Six.

### Deep Purple, 1969–1973
La primavera de 1969, Deep Purple havia entrat al top 5 dels Estats Units amb Hush, però el grup, i sobretot Ritchie Blackmore, Jon Lord i Ian Paice, van decidir que el seu futur era més aviat al hard rock, en comptes del pop psicodèlic dels inicis del grup. El juny de 1969, Blackmore, Lord i Paice van anar a veure l'actuació d'Episode Six en un pub gig i després li van oferir a Gillan la feina de cantant, preguntant-li de passada si coneixia algun baixista bo. Com que Glover ja era un compositor amb una experiència considerable, també el van incorporar al grup. Tots dos foren acceptats el 16 de juny de 1969, substituint el cantant Rod Evans i el baixista Nick Simper respectivament. La formació antiga de Deep Purple va continuar fent uns quants concerts fins a acabar la gira de The Book of Taliesyn. Els mànagers Tony Edwards i John Colletta van acomiadar Evans i Simper després de l'última actuació d'aquella gira, que havia estat a Cardiff el 4 de juliol.

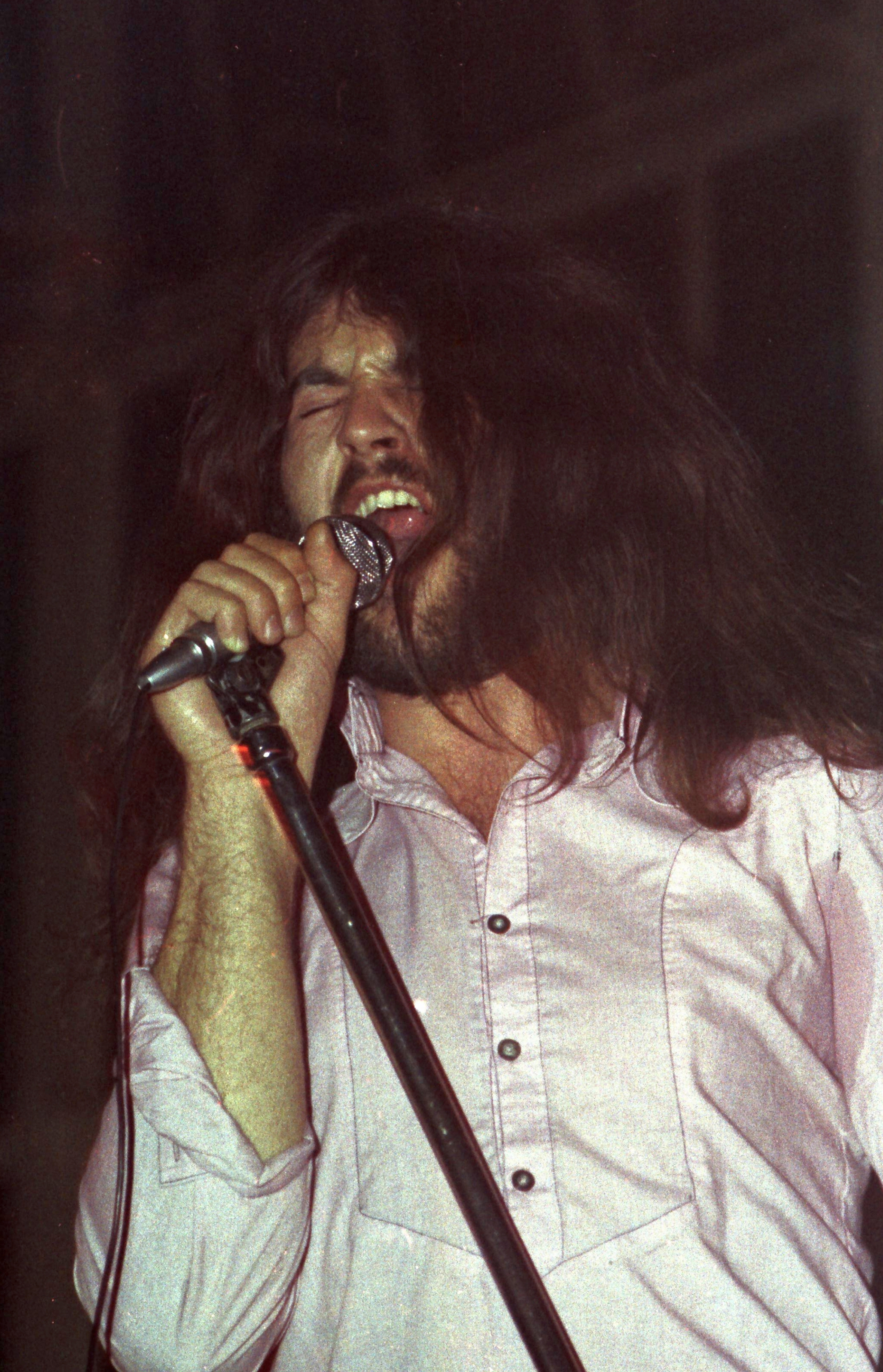
Gillan actuant amb Deep Purple a Hamburg, 1971

Gillan va actuar per primera vegada amb Deep Purple al Speakeasy, al West End de Londres el 10 de juliol. Com que el grup només havia assajat algunes setmanes, van aprofitar antigues cançons instrumentals com "Wring That Neck" i "Mandrake Root" per omplir el repertori. Com que no tenia clar què havia de fer, Gillan va trobar un parell de congas a l'escenari, i va decidir tocar-les durant els trossos instrumentals.
Deep Purple Mk.II va continuar assajant al Hanwell Community Centre. Una de les primeres contribucions de Gillan al grup durant aquests assajos van ser la melodia de la veu i la lletra de "Child in Time". A Hanwell, el grup va compondre el que al final seria la major part del disc In Rock durant 1969, encara que el setembre van tenir una interrupció per interpretar el Concerto for Group and Orchestra de Lord, una única actuació al Royal Albert Hall amb la Royal Philharmonic Orchestra. Gillan, igual que Blackmore, no estava gaire content d'haver d'actuar al concerto, i va escriure la lletra del segon moviment la mateixa tarda de l'actuació en un tovalló de paper d'un restaurant italià.
El 1970, Gillan va rebre una trucada de Tim Rice, que li demanava d'interpretar el paper de Jesús al disc original de Jesucrist Superstar de 1970, perquè l'havia impressionat amb la seva interpretació de "Child in Time". Després d'assajar algunes vegades amb Rice i Andrew Lloyd Webber, va gravar tota la seva contribució en tres hores. Després li van oferir fer de protagonista a l'adaptació al cine de 1973. Gillan va exigir 250.000 lliures per actuar, i a més va insistir, contra l'opinió del seu mànager, que tot el grup cobrés perquè la filmació coincidiria amb una gira programada. Els productors ho van rebutjar i van donar el paper de Jesús a Ted Neeley, i Gillan va continuar al grup.
Després de 1971, sobretot després de la publicació de Fireball, Gillan va començar a perdre la il·lusió amb el ritme de treball del grup, que no havia fet festa des dels assajos inicials a Hanwell. Va començar a beure, i les relacions entre ell i la resta del grup van començar a patir, sobretot amb Blackmore. El 6 de novembre de 1971, es va desmaiar a causa d'una hepatitis mentre esperava per pujar a un avió a Chicago, cancel·lant la resta de la gira americana.
El desembre de 1972, després de gravar Machine Head, Made in Japan i l'encara no publicat Who Do We Think We Are amb Deep Purple, Gillan va decidir finalment que estava massa cansat. Al contrari d'altres membres del grup, no estava content amb Made in Japan, i en general no li agradaven els discos en directe. Preferia anar a l'estudi quan la resta del grup ja havia gravat i acabava les pistes de fons, sobretot a Who Do We Think We Are, per gravar la veu per separat. Havia tingut contínuament diferències amb Blackmore, i tenien desacords habitualment sobre la música, que van culminar quan Gillan va compondre "Smooth Dancer" sobre ell. Mentre estava de gira a Dayton, Ohio, va escriure una carta de dimissió per als mànagers del grup, declarant que tenia la intenció de plegar del grup a partir del 30 de juny de 1973.

### Després de Deep Purple
Després de marxar de Deep Purple, Gillan es va retirar de la música per dedicar-se a diverses iniciatives empresarials que no van reeixeir. Va invertir 300.000 lliures en un hotel a prop d'Oxford. Es va implicar en el projecte de Mantis Motor Cycles, que va patir l'esfondrament de la indústria motociclista britànica a mitjans dels anys 70, i al final va fer fallida. En canvi, la seva inversió a Kingsway Studios, el 1974, va tenir més èxit. Això va permetre-li fer una actuació en directe al Butterfly Ball el 16 d'octubre de 1974, substituint Ronnie James Dio a l'últim minut.

### Ian Gillan Band
El 1975, Gillan va formar la Ian Gillan Band amb Ray Fenwick a la guitarra, el teclista Mike Moran, que aviat fou substituït per Mickey Lee Soule i després Colin Towns al teclat, Mark Nauseef a la bateria i John Gustafson al baix. El seu primer àlbum, Child in Time, es va publicar el juliol de 1976, seguit de Clear Air Turbulence l'abril de 1977 i Scarabus l'octubre. El so del grup tenia un aspecte clar de jazz-rock que, encara que era el que interessava a Gillan, no va tenir èxit comercial, oimés quan va coincidir amb l'explosió del punk rock.

### Gillan
Gillan va fundar llavors un nou grup, anomenat simplement Gillan, quedant-se amb en Towns (que seria coautor de la majoria de les cançons) i afegint-hi el guitarra Steve Byrd, el baix John McCoy i el bateria Pete Barnacle. Byrd i Barnacle foren substituïts aviat per Bernie Tormé i per l'antic company de Gillan a Episode Six Mick Underwood, quan Gillan va veure Torme tocant amb el seu trio punk. Aquest grup tenia un so hard rock més potent, i amb la publicació de Mr. Universe l'octubre de 1979 Ian Gillan va tornar a les llistes d'èxits del Regne Unit, encara que la discogràfica independent amb qui l'havien publicat – Acrobat Records – va tancar poc després de la sortida de l'àlbum, fent que passés a Virgin Records, la discogràfica de Richard Branson.
El Nadal de 1979 Gillan va rebre la visita de Blackmore, que li va oferir el lloc de cantant principal a Rainbow. Gillan no va acceptar degut a la menor quantitat de feina que tenia el grup comparat amb el seu. No obstant, la parella van arribar a tocar junts durant tres nits al Marquee Club – la primera vegada que tots dos compartien un escenari des de 1973.
Gillan va continuar, publicant Glory Road el 1980, que va fer que el grup fes la seva primera aparició a Top of the Pops. Considerava que l'àlbum era el seu millor treball des de Machine Head, gairebé una dècada abans. Després del següent àlbum Future Shock, Torme fou acomiadat després de no presentar-se a Top of the Pops, i fou substituït per Janick Gers. Gers va tocar als dos àlbums següents del grup, Double Trouble i Magic.
El 1982 Ian Gillan va anunciar que el grup plegava, perquè tenia un problema a les cordes vocals i necessitava descansar. La resta del grup, sobretot McCoy i Towns, no van prendre's bé la desaparició sobtada del grup després de l'èxit de Magic, i van portar Gillan a judici reclamant royalties.

### Black Sabbath

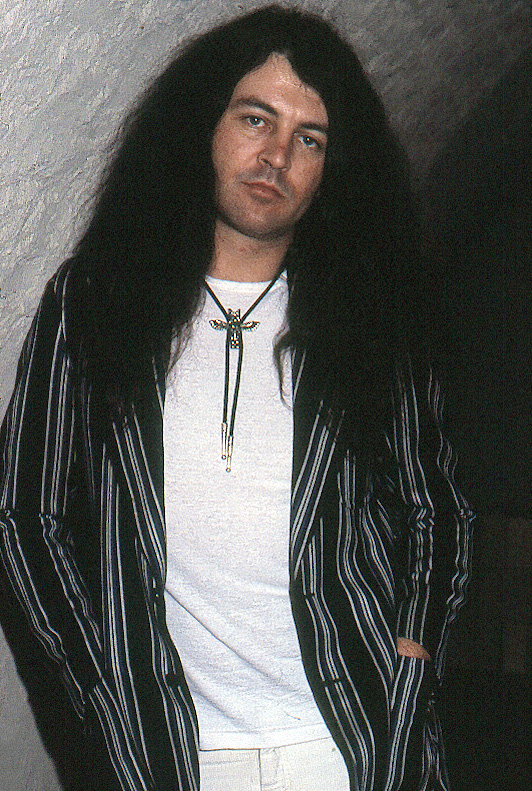
Gillan a Barcelona, 1983.

El 1983, el mànager Don Arden va convidar Gillan a formar un supergrup amb Tony Iommi, Geezer Butler i Bill Ward, tots ells membres fundadors de Black Sabbath. Encara que el grup no ho veia clar del tot, el 6 d'abril de 1983, es va anunciar oficialment que Gillan havia substituït Ronnie James Dio als Sabbath. El grup va gravar Born Again als Manor Studios a Oxfordshire. Ward recorda que "no m'agradaven especialment algunes lletres que l'Ian portava i posava a les cançons. No perquè l'Ian no faci bones lletres ni res d'això; crec que l'Ian és un intèrpret excel·lent, un gran cantant i sovint crec que les seves lletres poden ser brillants. Només tinc una diferència personal en el que m'agrada escoltar a les lletres, i per això em sentia terriblement desconnectat."
Adduint problemes de salut, Ward va decidir no fer la gira d'aquell disc, i va ser substituït per Bev Bevan.
Gillan s'havia d'aprendre el repertori anterior dels Sabbath, però tenia problemes per recordar la lletra. La seva solució va ser escriure-les en una carpeta de plàstic i deixar-la al terra de l'escenari, passant les pàgines amb el peu. La mala sort va ser que el gel sec de l'escenari li feia impossible de llegir-ho, de manera que el públic l'anava veient a estones traient el cap amb el micròfon per cantar unes quantes línies i tornant a desaparèixer sota el gel sec per llegir la continuació. A més del material de Born Again i cançons antigues dels Sabbath, el grup solia tocar "Smoke on the Water" de Deep Purple als bisos. Gillan va decidir que no podia quedar-se a Black Sabbath a llarg termini i va deixar el grup després de la segona gira per Nord-amèrica.

### Reunificació de Deep Purple, 1984–89 i 1992–actualitat
Després de la decepció de Black Sabbath, Gillan va participar en la reunificació de Deep Purple l'abril de 1984, anunciant el seu retorn al programa de ràdio deTommy Vance. El grup va assajar a Stowe, Vermont i va gravar l'àlbum Perfect Strangers fent després una gira amb molt d'èxit. La mateixa formació va fer un altre disc d'estudi el 1987, The House of Blue Light però Gillan estava preocupat pel resultat final, declarant "Alguna cosa falta a l'àlbum en conjunt. No hi sento l'esperit del grup".

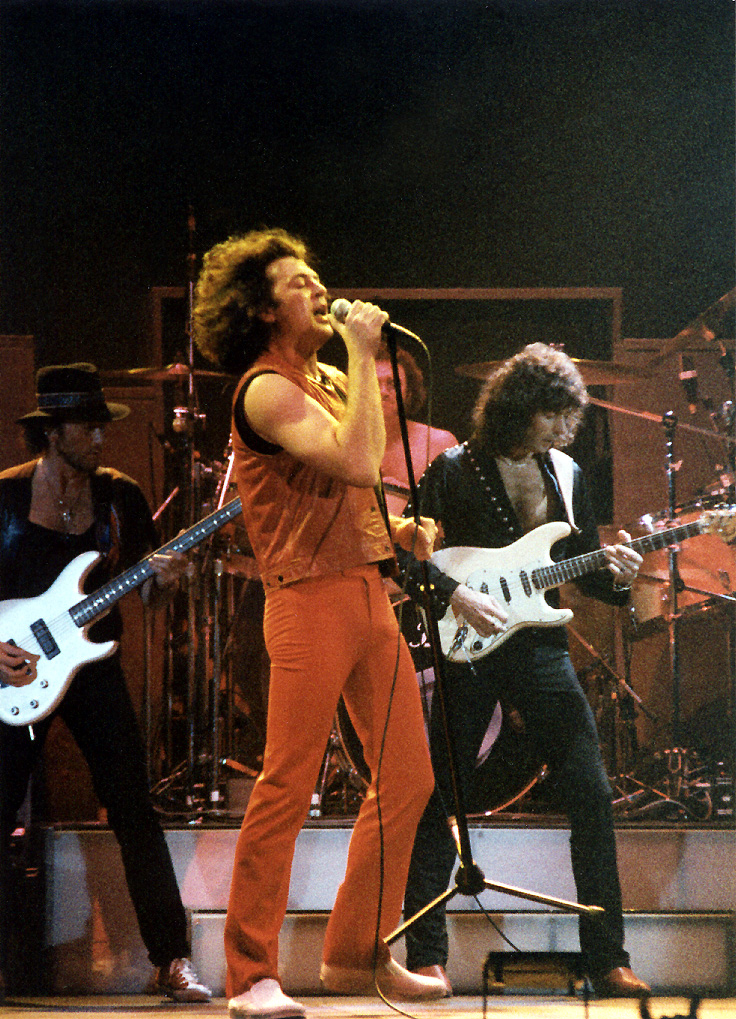
Gillan actuant en directe amb Deep Purple al Cow Palace, San Francisco, 1985

Després va venir el disc en directe Nobody's Perfect el 1988. A més de les cançons en directe hi havia una nova versió en estudi de l'èxit de 1968 "Hush" amb Gillan a la veu, per commemorar el vintè aniversari de Deep Purple. (La versió original de 1968 l'havia cantada Rod Evans). Gillan va manifestar més endavant que aquell àlbum era "la personificació de totes les coses que estaven malament amb Purple."
En contrast amb la seva experiència a Deep Purple els anys 1970, Gillan se sentia frustrat que el grup ja no treballava prou. Per tal de complir el seu contracte amb Virgin, va formar un projecte secundari amb Glover, component i gravant cançons que no lligaven amb l'estil de hard rock propi dels Purple, publicant l'àlbum Accidentally on Purpose. El 1989, les tensions entre Gillan i Blackmore havien tornat a manifestar-se, degut al major entusiasme per fer gires del primer i a diferències sobre la música – la cançó "Mitzi Dupree" de The House of Blue Light és la demo original perquè Blackmore es va negar a tornar-la a gravar. Això va culminar quan Blackmore va convocar un assaig sense Gillan. Després d'una discussió aspra, Glover li va dir a Gillan, "Ian, aquesta vegada has anat massa lluny", i el van acomiadar.
Gillan, mentrestant, va formar una nova versió de Garth Rockett and the Moonshiners amb el teclista Mark Buckle, el baix Keith Mulholland, el bateria Louis Rosenthal i els guitarristes Harry Shaw i Steve Morris. El grup va fer força actuacions durant 1989, i va gravar l'àlbum Naked Thunder. Gillan va afirmar després que no estava satisfet amb l'àlbum, dient que era "força pxè". Durant aquesta època, Gillan també va aparèixer en una nova versió de "Smoke on the Water" amb Rock Aid Armenia, que era ell mateix amb Bryan Adams, Tony Iommi, David Gilmour, Roger Taylor, Brian May, Bruce Dickinson i Paul Rodgers fent un disc de beneficència per ajudar Armènia després del terratrèmol de 1988. Va continuar de gira amb el seu propi grup, encara que amb alguns canvis en la formació, per tot Europa, Estats Units i Rússia.
A petició de Glover, Lord i Paice, que el volien al grup per la gira del 25è aniversari, Gillan va tornar a Deep Purple el 1992 per gravar l'àlbum The Battle Rages On. Gillan no estava content amb l'àlbum, perquè ja estava força acabat amb Joe Lynn Turner, i ell només havia de escriure algunes lletres i melodies vocals de substitució, que, com era d'esperar, foren criticades per Blackmore. Blackmore va deixar Deep Purple després de la gira europea per promocionar l'àlbum el 1993. Gillan i Blackmore van acabar recuperant la seva relació.
Gillan estava especialment entusiasmat a continuar després de la marxa de Blackmore, i després d'una breu etapa amb Joe Satriani, Deep Purple va recluar el guitarrista dels Dixie Dregs i Kansas Steve Morse. Va insistir a fer canvis al repertori en directe immediatament, afegint "Maybe I'm a Leo" (que és el símbol zodiacal de Gillan) i "When a Blind Man Cries", que fins llavors s'havia tocat molt poc – l'última s'ha convertit en una peça habitual del repertori des de llavors. Va dir que el seu primer àlbum amb Morse, Purpendicular, "fou un disc tan important per a Deep Purple que sense ell [els altres discos] no haurien estat possibles". Continua sent el cantant principal dels Purple, encara que el grup ha tingut més èxit en les gires que amb la venda de discos.
Gillan dona una importància especial a les lletres de Deep Purple i considera que són la seva feina de composició principal dins del grup. Parlant de la importància de les lletres, va dir "les paraules han de sonar bé. Han de sonar com un instrument, han de tenir el valor percussiu correcte". Va descriure les lletres del disc Bananas de 2003 com a "política, bàsicament".
| «             | No he tingut mai cap ambició en la meva vida. Només passo d'un dia a l'endemà amb un somriure estúpid a la cara. | » |
| — Ian Gillan, | |   |

### Activitat en solitari posterior
Encara que Gillan fa gires regulars amb Deep Purple des de 1994, s'ha implicat en altres projectes.
El 31 de març de 2006 Gillan va aparèixer al concert d'homenatge a Tommy Vance a Londres. Anava acompanyat de Roger Glover, Steve Morris, Dean Howard, Michael Lee Jackson, Harry James, Sim Jones and Richard Cottle.
L'abril de 2006 Gillan va publicar un projecte CD/multimèdia per documentar els seus 44 anys de carrera anomenat Gillan's Inn. Tony Iommi, Jeff Healey, Joe Satriani, Dean Howard, a més de membres actuals i anteriors de Deep Purple com Jon Lord, Roger Glover, Ian Paice, Don Airey i Steve Morse apareixen aquest CD i DVD. El projecte, produït per Nick Blagona, inclou una selecció regravada de les seves cançons amb Deep Purple, Black Sabbath i en solitari. Al mateix temps que Gillan's Inn, Gillan va anunciar que els seus àlbums en solitari amb la Ian Gillan Band i Gillan dels anys 1970 i 1980 es reeditarien a finals de 2006 i principis de 2007 per Demon Records.
Gillan va interpretar la veu a la cançó Eternity del vídeojoc de 2006 Blue Dragon, compost per Nobuo Uematsu.
Ian Gillan va cantar en dues cançons del disc d'estudi Danger. White Men Dancing, de Jon Lord & Hoochie Coochie Men, publicat a finals de 2007. El 2 d'abril de 2007 Gillan va publicar el DVD Highway Star – A Journey in Rock. El DVD conté 6 hores de filmacions, entre documentaris i clips musicals. Va continuar el febrer de 2008 amb un doble àlbum en directe amb Edel Records, Live in Anaheim amb cançons clàssiques de Gillan i Deep Purple i algunes rareses. El maig de 2008 se'n va publicar un DVD d'acompanyament.
El 3 de maig de 2008 Ian Gillan va actuar al concert en memòria de Jeff Healey a Toronto, Canadà. Havia tocat amb ell a Toronto el febrer de 2005. El març de 2009 va publicar un disc d'estudi anomenat One Eye to Morocco.
Durant la dècada de 2010, Gillan va actuar de tant en tant amb orquestres per Europa, amb reinterpretacions de cançons de Deep Purple.

### WhoCares

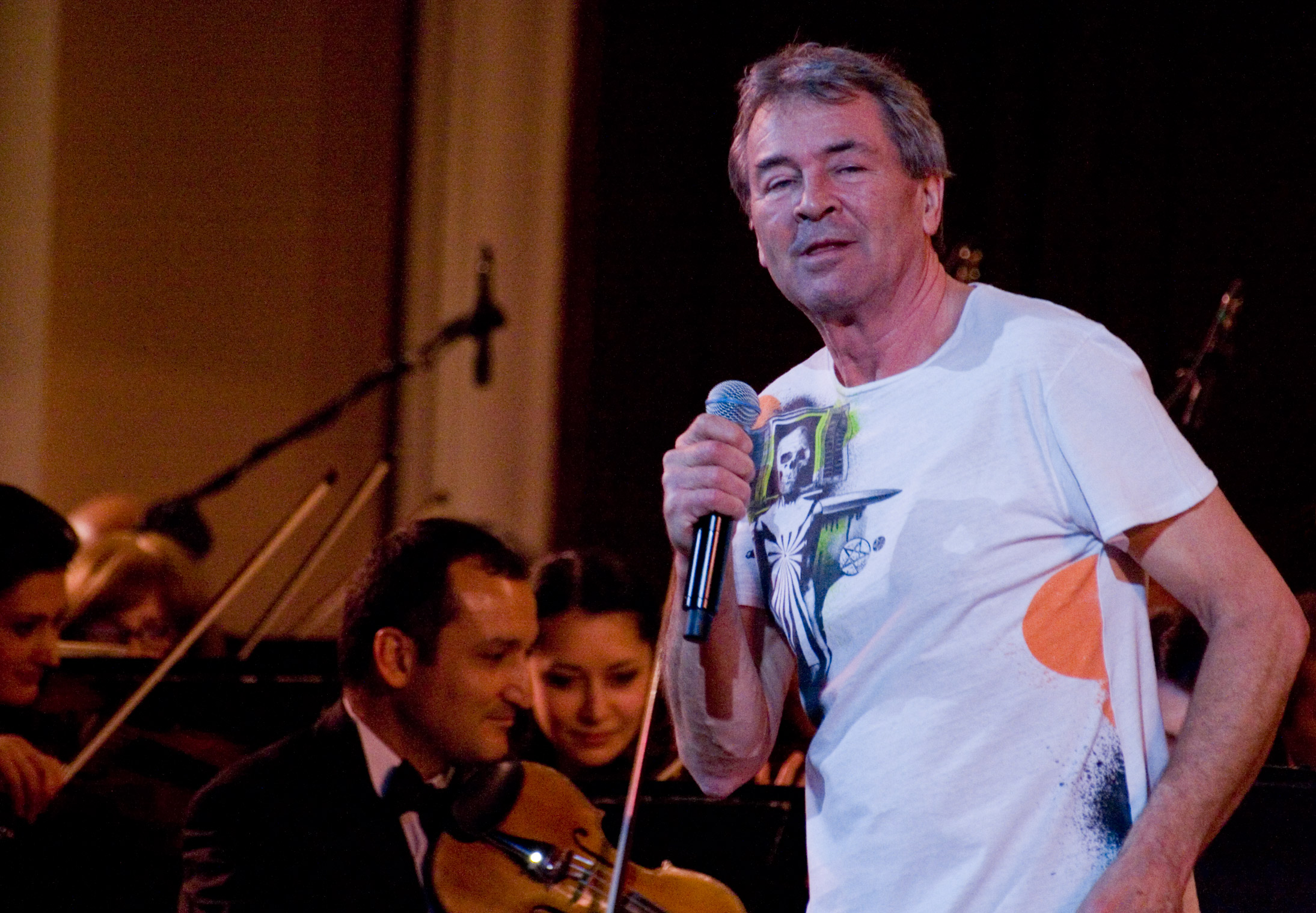
Ian Gillan a l'escenari amb l'Orquestra Filharmònica Estatal d'Armènia, el 26 de març de 2010

Gillan ha expressat una simpatia especial per Armènia i hi ha mantingut la seva popularitat des de Rock Aid Armenia el 1989, i per això ha format el supergrup WhoCares com a projecte secundari a Deep Purple. El 2 d'octubre de 2009, per celebrar el 20è aniversari de Rock Aid Armenia, Gillan amb Tony Iommi, Geoff Downes, i l'organitzador del projecte Jon Dee foren rebuts pel Primer Ministre d'Armènia que els va atorgar l'Orde d'Honor de la república.
El 26 i 27 de març de 2010, a Erevan, Gillan va actuar amb l'Orquestra Filharmònica Estatal d'Armènia. En una roda de premsa a Erevan el 27 de març, Gillan va dir que considerava Armènia com a pàtria espiritual.
El 2010, Ian Gillan va trobar-se amb Tony Iommi, Nicko McBrain i Jon Lord, Mikko Lindström de HIM i Jason Newsted en un estudi de Londres per acabar de gravar una cançó titulada "Out of my Mind", que es va publicar l'any següent, i era a benefici d'una escola de música que s'havia de construir a Gyumri, Armènia – un projecte en què Ian Gillan i d'altres havien estat treballant des dels seus concerts en solitari de 1990 a Erevan.
Durant el vol de tornada d'Armènia el 2011, després de rebre tots dos la medalla Presidencial d'Honor armènia, Gillan i Iommi van decidir crear el projecte secundari WhoCares per gravacions (i possibles actuacions) dedicades a recollir diners per causes concretes. El 20 de setembre de 2013 Ian Gillan va participar en la inauguració de l'Escola de Música Octet a Gyumri. La Diòcesi de l'Est de l'Església Armènia d'Amèrica va nomenar Ian Gillan com a "Amic dels Armenis" de 2014 i li va donar el premi a la 112ena Assemblea Diocesana a Nova York.

### Altres projectes fora de la música
El 2010 Ian Gillan va presentar a Polònia un documentari sobre el compositor i pianista polonès Frédéric Chopin dirigit per Jerzy Szkamruk. Chopin's Story explica l'ascens del compositor i documenta els seus anys a Polònia. La pel·lícula ha guanyat alguns premis internacionals, com el de Millor Documentari al Festival Internacional Tourfilm de Florianópolis, al Brasil. Es va emetre pel canal polonès Discovery Historia el 21 de juny de 2011. També se n'ha fet un DVD.

## Vida privada

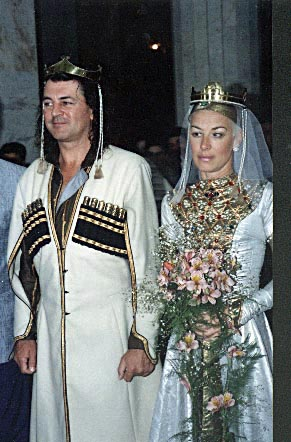
Ian i Bron, amb els vestits de casament tradicionals de Geòrgia, celebren el seu casament durant la visita de 1990 de Gillan a Tbilisi, Geòrgia

Gillan va tenir una relació amb Zoe Dean entre 1969 i 1978. Es coneixien des de la seva època amb Episode Six. El 1984, Gillan es va casar amb Bron, a qui havia dedicat "Keep It Warm" de l'àlbum Born Again de Black Sabbath el 1983. Des de llavors han renovat dos cops els seus vots. La seva filla Grace Gillan també és cantant, amb el grup Papa LeGal. Gillan viu a prop de Lyme Regis, Dorset i té una casa al sud de Portugal.
Gillan és dels Queens Park Rangers i també li agrada el cricket.
De vegades el seu cognom s'escriu malament, i li posen "Gillian". Ell mateix se'n va riure en la lletra de "MTV", una cançó de l'àlbum de Deep Purple de 2005 Rapture of the Deep, quan canta sobre "Mr. Grover 'n' Mr Gillian".

## Discografia seleccionada
| amb Deep Purple - Concerto for Group and Orchestra (1969) - Deep Purple in Rock (1970) - Fireball (1971) - Machine Head (1972) - Made in Japan (1972) - Who Do We Think We Are (1973) - Perfect Strangers (1984) - The House of Blue Light (1987) - The Battle Rages On (1993) - Purpendicular (1996) - Abandon (1998) - Bananas (2003) - Rapture of the Deep (2005) - Now What?! (2013) - Infinite (2017) - Whoosh! (2020) amb Black Sabbath - Born Again (1983) amb The Javelins - Sole Agency and Representation (1994) - Ian Gillan and the Javelins (2018) | amb Ian Gillan Band & Gillan - Child in Time (1976) - Clear Air Turbulence (1977) - Scarabus (1977) - Live at the Budokan (1977/1983) - Gillan (1978) - Mr. Universe (1979) - Glory Road (1980) - Future Shock (1981) - Double Trouble (live) (1981) - Magic (1982) En solitari - Accidentally on Purpose (1988, amb Roger Glover) - Naked Thunder (1990) - Toolbox (1991) - Dreamcatcher (1997) - Gillan's Inn (2006) - Live in Anaheim (2008) - One Eye to Morocco (2009) amb WhoCares (conegut també com a Ian Gillan, Tony Iommi & Friends) - Ian Gillan & Tony Iommi: WhoCares (2012) |